# Campeonato Africano de Judo de 2008
El XVII Campeonato Africano de Judo se celebró en Agadir (Marruecos) entre el 15 y el 18 de mayo de 2008 bajo la organización de la Unión Africana de Judo.
En total se disputaron dieciséis pruebas diferentes, ocho masculinas y ocho femeninas.

## Resultados

### Masculino
| Evento            | Oro                       | Plata                        | Bronce                                              |
| ----------------- | ------------------------- | ---------------------------- | --------------------------------------------------- |
| –60 kg            | Yunes Ahamdi Marruecos    | Elie Norbert Madagascar      | Mahmud El-Sayed · Egipto · Omar Rebahi · Argelia    |
| –66 kg            | Amin El-Hadi · Egipto     | Munir Benamadi Argelia       | Rachid Rguig Marruecos Gideon van Zyl Sudáfrica     |
| –73 kg            | Amar Meridya Argelia      | Éric Kibanza R. D. del Congo | MacLeon Paulin Mauricio Marlon August Sudáfrica     |
| –81 kg            | Safuan Ataf Marruecos     | Matthew Jago Sudáfrica       | Yusef Badra Túnez Abderahman Benamadi Argelia       |
| –90 kg            | Amar Benijlef Argelia     | Hesham Mesbah · Egipto       | Patrick Trezise Sudáfrica Mohamed El-Asri Marruecos |
| –100 kg           | Hasan Azun Argelia        | Mohamed Ben Saleh Libia      | Sami Suisi Túnez Franck Moussima Camerún            |
| +100 kg           | Anis Chedli Túnez         | Islam El-Shehabi · Egipto    | Mohamed Merbah Marruecos Diéguy Bathily Senegal     |
| Categoría abierta | Islam El-Shehabi · Egipto | Anis Chedli Túnez            | Dieudonne Dolassem Camerún Amar Belgasem Argelia    |

### Femenino
| Evento            | Oro                    | Plata                  | Bronce                                                                           |
| ----------------- | ---------------------- | ---------------------- | -------------------------------------------------------------------------------- |
| –48 kg            | Chahnez Mbarki Túnez   | Meriem Musa Argelia    | Elsa Honorine Oyama Enye R. D. del Congo Naina Marthine Randriamalala Madagascar |
| –52 kg            | Soraya Hadad Argelia   | Amani Jalfaui Túnez    | Justina Agatahi Nigeria Hortence Diédhiou Senegal                                |
| –57 kg            | Lila Latrus Argelia    | Hayer Barhumi Túnez    | Fary Seye Senegal Beby Mahita Madagascar                                         |
| –63 kg            | Nesria Yelasi Túnez    | Kahina Saidi Argelia   | Esther Augustine Nigeria Aida Ali Uala Marruecos                                 |
| –70 kg            | Rachida Uerdan Argelia | Gisèle Mendy Senegal   | Antónia Moreira Angola Hasania El-Azar Marruecos                                 |
| –78 kg            | Huda Miled Túnez       | Vivian Yusuf Nigeria   | Suhir Madani Argelia Christelle Okodombe Camerún                                 |
| +78 kg            | Nihel Sheij Ruhu Túnez | Samah Ramadan · Egipto | Racky Bolly Senegal Salima Baazizi Marruecos                                     |
| Categoría abierta | Nihel Sheij Ruhu Túnez | Samah Ramadan · Egipto | Christina Herbu Mauricio Christelle Okodombe Camerún                             |

## Medallero
| Núm. | País            | Oro | Plata | Bronce | Total |
| ---- | --------------- | --- | ----- | ------ | ----- |
| 1    | Argelia         | 6   | 3     | 4      | 13    |
| 2    | Túnez           | 6   | 3     | 2      | 11    |
| 3    | Egipto          | 2   | 4     | 1      | 7     |
| 4    | Marruecos       | 2   | 0     | 6      | 8     |
| 5    | Senegal         | 0   | 1     | 4      | 5     |
| 6    | Sudáfrica       | 0   | 1     | 3      | 4     |
| 7    | Madagascar      | 0   | 1     | 2      | 3     |
| 7    | Nigeria         | 0   | 1     | 2      | 3     |
| 9    | R. D. del Congo | 0   | 1     | 1      | 2     |
| 10   | Libia           | 0   | 1     | 0      | 1     |
| 11   | Camerún         | 0   | 0     | 4      | 4     |
| 12   | Mauricio        | 0   | 0     | 2      | 2     |
| 13   | Angola          | 0   | 0     | 1      | 1     |
|      | TOTAL           | 16  | 16    | 32     | 64    |